# Frank Meinertshagen
Frank Meinertshagen (* 21. Juni 1968 in Hamburg) ist ein ehemaliger deutscher Basketballspieler und heutiger -funktionär. Der 2,04 Meter große Flügelspieler ging für den TK Hannover in der Basketball-Bundesliga ins Rennen und ist seit 2012 in der Geschäftsführung der Pro Basketball Göttingen GmbH tätig.

## Laufbahn
Meinertshagen wuchs in den Hamburger Stadtteilen Altona und Lokstedt auf. Er spielte als Jugendlicher beim SC Victoria Hamburg teils in einer Fußballmannschaft mit dem späteren Nationalspieler Stefan Effenberg, ehe er zum Basketball wechselte und für den Turnverein Lokstedt spielte.
1989 wechselte er von Hamburg zum TK Hannover. Er spielte für die Niedersachsen in der Regionalliga, der 2. Basketball-Bundesliga sowie in der Spielzeit 1993/94 in der Basketball-Bundesliga und studierte parallel dazu Sozialwissenschaften mit dem Schwerpunkt Wirtschaftswissenschaften.
1997 verließ Meinertshagen den TKH und ging zur BG 74 Göttingen, die damals ebenfalls in der zweiten Liga spielte. 2001 wurde er beim Landessportbund Niedersachsen im Rahmen des Projekts „Sport in sozialen Brennpunkten“ tätig, 2004 übernahm er beim ASC 1846 Göttingen die Geschäftsleitung Freiwilligendienste. Im Frühjahr 2012 reichte die Betreibergesellschaft der Profimannschaft BG Göttingen, die starting five GmbH, Insolvenz ein, neuer Lizenznehmer wurde die Pro Basketball Göttingen GmbH, Meinertshagen trat zusätzlich zu seinen Aufgaben beim ASC in die Geschäftsführung des neugegründeten Unternehmens ein.
2017 gab er seine Stelle beim ASC 46 Göttingen auf und wurde zum 1. Juli desselben Jahres hauptamtlicher Geschäftsführer der Pro Basketball Göttingen GmbH. Im Juli 2018 wurde Meinertshagen in den Vorstand der Arbeitsgemeinschaft Basketball-Bundesliga gewählt.
Meinertshagen ist seit 1996 verheiratet und hat zwei Söhne.